# Charlyne Yi
Charlyne Yi, född 4 januari 1986 i Los Angeles, är en amerikansk skådespelare.
Yi kommer bland annat medverka i den kommande TV-serien Time Bandits. Hen har även medverkat i filmerna The Disaster Artist och Trolls 2: Världsturnén.

## Filmografi (i urval)
- 2007 – På smällen
- 2011–2012 – House (TV-serie)
- 2012 – This is 40
- 2015–2018 – Bara björnar (TV-serie)
- 2016 – Love (TV-serie)
- 2017 – The Disaster Artist
- 2020 – Trolls 2: Världsturnén
- 2023 – Time Bandits (TV-serie)